# Sangalopsis hermea
Sangalopsis hermea är en fjärilsart som beskrevs av Druce 1899. Sangalopsis hermea ingår i släktet Sangalopsis och familjen mätare. Inga underarter finns listade.